# Ruth Kappelsberger
Ruth Kappelsberger (13 de noviembre de 1927 - 5 de septiembre de 2014) fue una actriz y locutora de nacionalidad alemana.

## Biografía
Nacida en Múnich, Alemania, Ruth Kappelsberger recibió clases de ballet a los seis años de edad, y se graduó en la Hochschule für Musik und Theater de Hannover. Desde 1946 a 1948 formó parte de los programas del legendario cabaret muniqués de la posguerra Die Schaubude. Otros locales en los cuales actuó fueron el Kleine Komödie am Max II, el Fritz Rémond Theater de Fráncfort del Meno y el Volkstheater de Múnich, además de diferentes actuaciones en giras.
Kappelsberger ingresó en 1946 en Bayerischer Rundfunk para trabajar como locutora, y desde 1954 fue una de las más importantes de la televisión de su país. Desde comienzos de los años 1950 también trabajó en diferentes producciones cinematográficas, entre ellas Wetterleuchten um Maria (1957, de Luis Trenker), Der Edelweißkönig (1957, con Christiane Hörbiger), Plonk (1972), además de numerosos telefilmes dentro del espacio Der Komödienstadel. También actuó en las series televisivas Königlich Bayerisches Amtsgericht, Drei sind einer zuviel y Der Gerichtsvollzieher.
Además de su faceta artística, entre 1978 y 1984 formó parte de la junta del Distrito de Starnberg.
En el año 1966 se casó con su segundo marido, el cantante Fred Bertelmann, permaneciendo la pareja unida hasta la muerte de él en enero de 2014. Tuvo una hija.
Ruth Kappelsberger falleció en Berg, en septiembre de 2014. Fue enterrada junto a su marido en el Cementerio de esa localidad.

## Filmografía
- 1950 : Der Geigenmacher von Mittenwald
- 1951 : Der letzte Schuß / Der Wilderer vom Schliersee
- 1953 : Die goldene Gans
- 1955 : Der grüne Kakadu (telefilm)
- 1955 : Das Schweigen im Walde
- 1957 : Der Edelweißkönig
- 1957 : Vater macht Karriere
- 1957 : Wetterleuchten um Maria
- 1958 : Worüber man nicht spricht – Frauenarzt Dr. Brand greift ein
- 1961 : Drei weiße Birken
- 1961 : Der Komödienstadel (serie TV), episodio Der Zigeunersimmerl
- 1963 : Der Komödienstadel (serie TV), episodio Der Geisterbräu
- 1966 : Der Komödienstadel (serie TV), episodio Die Mieterhöhung
- 1969 : Der Komödienstadel (serie TV), episodio Die Witwen
- 1971 : Ein toller Dreh (telefilm)
- 1972 : Plonk (telefilm)
- 1973 : Der Komödienstadel (serie TV), episodio Die kleine Welt
- 1974 : Die Reform (telefilm)
- 1977 : Drei sind einer zuviel (serie TV)
- 1980 : Polizeiinspektion 1 (serie TV), episodio Das Denkrohr
- 1981 : Der Gerichtsvollzieher (serie TV)
- 1982 : Der Komödienstadel (serie TV), episodio Die Tochter des Bombardon
- 1985 : Der Komödienstadel (serie TV), episodio Wenn der Hahn kräht
- 1992 : Grüß Gott, Frau Doktor (telefilm)

## Radio
- 1954 : Michael Brett: Dem Reißer entsprungen, dirección de Fritz Benscher (Bayerischer Rundfunk)